# Yoon Hye-young
Yoon Hye-young (in hangŭl: 윤혜영; 15 marzo 1977) è un'arciera sudcoreana.

## Palmarès

### Olimpiadi
- 1 medaglia:
  - 1 oro (Atlanta 1996 a squadre)